# 沃爾納特鎮區 (堪薩斯州巴頓縣)
沃爾納特鎮區（英語：Walnut Township）為位在美國堪薩斯州巴頓縣的鎮區。2010年美国人口普查中該鎮區人口有403人。
沃爾納特鎮區於1876年設立。

## 地理
沃爾納特鎮區涵蓋面積93.07平方（35.93平方英里），境內擁有兩座城鎮：艾伯特和Olmitz。

### 墓園
根據美國地質調查局的資料，此鎮區僅有1座墓園：
- 聖安東尼墓園（Saint Anthony Cemetery）

### 溪流
通過此鎮區的溪流有：
- 布特溪（Boot Creek ）
- 德賴溪（Dry Creek）

## 人口統計
根據2010年美國人口普查，沃爾納特鎮區人口有403人，人口密度為4.31人/平方公里。種族方面，98.01%為白人；0%為非裔美洲人；0.25%為美洲原住民；0%為亞洲人；0%為太平洋島民；0.99%為其他種族；另外有0.74%為兩個或以上的種族。而西班牙裔美國人或拉丁美洲人佔該鎮區人口的2.48%。

## 外部連結
- US-Counties.com
- City-Data.com （页面存档备份，存于）